# Roquettesches privates Lehrerinnenseminar

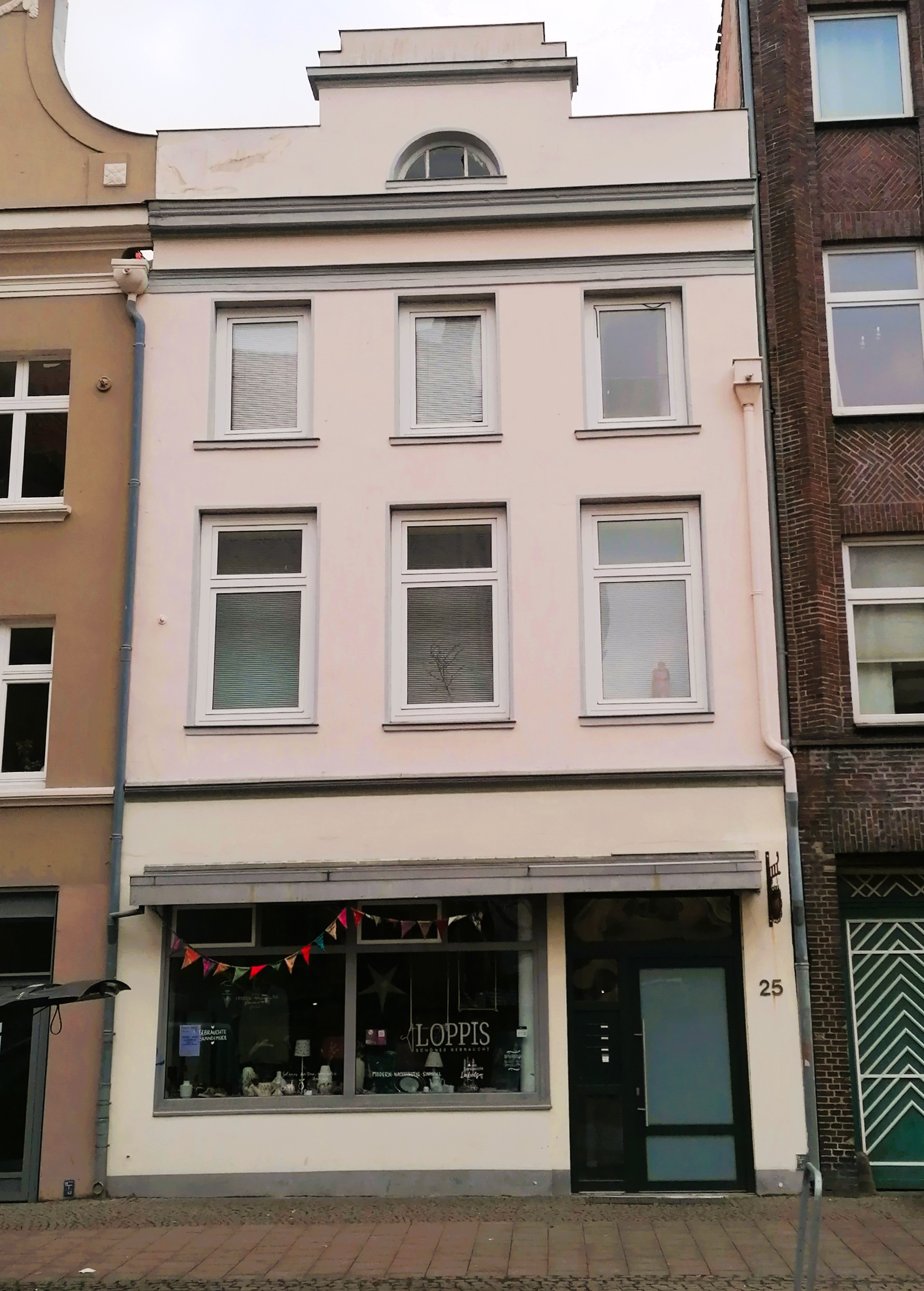
In der Großen Burgstraße 25 gründete Clara Roquette 1871 die Roquettesche Höhere Töchterschule, aus der das Lehrerinnenseminar hervorging

Das Roquettesche private Lehrerinnenseminar war eine von drei Schwestern betriebene Einrichtung für Lehrerinnenausbildung in der Hansestadt Lübeck. Sie ging aus der Roquetteschen Höheren Töchterschule hervor.

## Geschichte
Clara Roquette (18. Januar 1836–12. Dezember 1922 in Lübeck), die neun Geschwister hatte, gründete 1871 eine Töchterschule in der Großen Burgstraße 611 (heute Hausnummer 25) in Lübeck. Im Gründungsjahr besuchten fünf Mädchen die Schule. Sie zog 1872 in die Glockengießerstraße 271 (heute 37) um. Die Zahl der Schülerinnen stieg auf 16. Amélie Roquette (25. Januar 1844–6. Juli 1918), die bereits ab 1865 als Lehrerin in Lübeck und als Erzieherin in Mecklenburg gearbeitet hatte, unterrichtet wie die älteste Schwester Pauline Roquette (25. Januar 1828–1884) an der Schule der Schwester Clara.
Amélie Roquette hatte als 18-Jährige ein Semester lang im Königsberger Lehrerinnenseminar bei ihrem Schwager Hermann Lorenz Roquette gelernt. Sie schaffte das Pensum der Schule, das für drei Semester vorgesehen war, in einem Semester. Hermann Lorenz Roquette hatte 1858 Minna Roquette, eine Schwester von Clara, Amélie und Pauline Roquette, geheiratet. Er war Prediger der französisch-reformierten Kirche in Königsberg und hatte dort 1854 ein Lehrerinnenseminar gegründet.
Im Juni 1876 richteten Clara und Amélie Roquette bei der Oberschulbehörde der Stadt Lübeck das Gesuch, an ihre seit mehreren Jahren bestehende Schule ein Seminar für Lehrerinnen an mittleren und höheren Mädchenschulen nach preußischem Vorbild anschließen zu dürfen. Im August wurde die Genehmigung erteilt, dass das Seminar Ostern 1877 beginnen konnte.
Unterrichtet wurden: Religion, Pädagogik, Deutsch, Französisch, Englisch, Geschichte, Erdkunde, Physik, Rechnen, Naturbeschreibung und Turnen.
1877 begann der Unterricht in der Glockengießerstraße. Voraussetzung war der Besuch einer Höheren Töchterschule. 1879 legten die ersten Absolventinnen staatliche Prüfungen ab, die sie zum Unterricht an Mittleren und Höheren Mädchenschulen befähigten.
1880 übernahm Amélie Roquette alleine die Leitung der Einrichtung, die nahezu alle Lehrerinnen an Lübecker Mädchenschulen dieser Zeit ausbildete. Insgesamt 266 Lehrerinnen wurden hier auf ihren Beruf vorbereitet. Ab 1886 befand sich die Töchterschule mit Lehrerinnenseminar in der Königstraße 15. 1903 wurde das Lehrerinnenseminar geschlossen, nachdem der Ernestinenschule 1902 ein staatliches Seminar für Lehrerinnen an Mittleren und Höheren Mädchenschulen angegliedert worden war. Die Töchterschule führte Amélie Roquette bis 1912 fort, zuletzt als „staatlich conzessionierte höhere Mädchenschule“.
| Jahr    | Teilnahmen | erfolgreich | Jahr    | Teilnahmen | erfolgreich |
| ------- | ---------- | ----------- | ------- | ---------- | ----------- |
| 1877/78 | -          | -           | 1890/91 | 28         | 13          |
| 1878/79 | -          | 3           | 1891/92 | 28         | 12          |
| 1879/80 | -          | 6           | 1892/93 | 21         | 17          |
| 1880/81 | -          | 6           | 1893/94 | 21         | 10          |
| 1881/82 | -          | 8           | 1894/95 | 30         | 9           |
| 1882/83 | -          | 9           | 1895/96 | 32         | 15          |
| 1883/84 | -          | 8           | 1896/97 | 34         | 9           |
| 1884/85 | -          | 8           | 1897/98 | 39         | 13          |
| 1885/86 | -          | 4           | 1898/99 | 41         | 14          |
| 1886/87 | -          | 7           | 1899/00 | 38         | 12          |
| 1887/88 | -          | 11          | 1900/01 | 39         | 19          |
| 1888/89 | -          | 10          | 1901/02 | 39         | 17          |
| 1889/90 | -          | 15          | 1902/03 | 24         | 16          |

## Absolventinnen

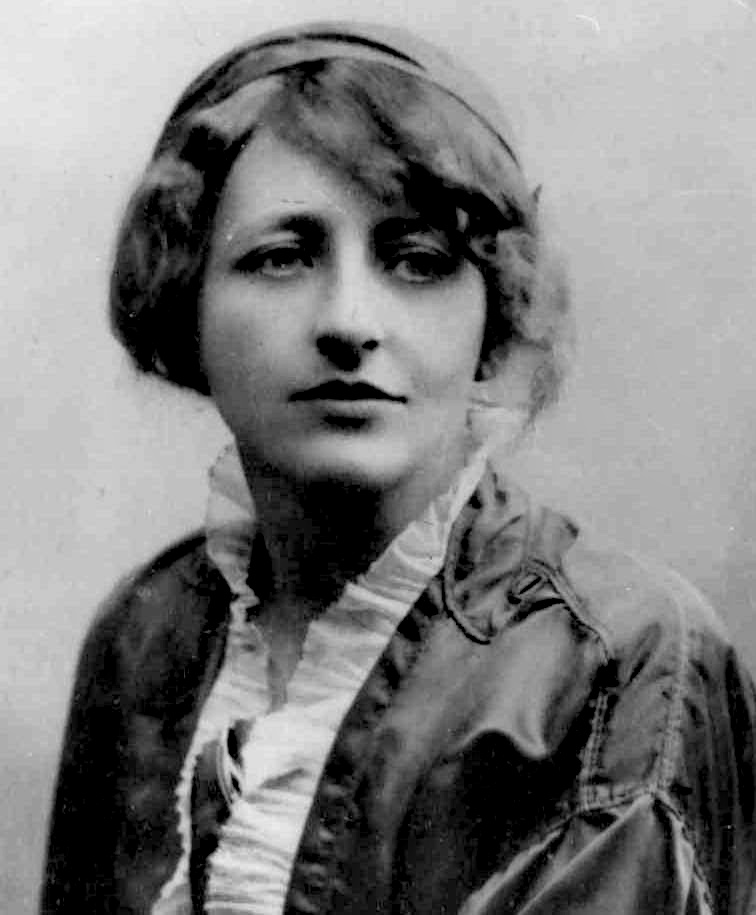
Fanny zu Reventlow

- Ina Freese (1868–1916) erhielt hier ihre Ausbildung. Die ehemalige Hinkeldeynsche Schule blühte unter ihrer Leitung auf.
- Ida Hinckeldeyn (1848–1898) war 1878 eine der ersten Absolventinnen des Seminar und Begründerin der späteren Thomas-Mann-Schule in Lübeck
- Franziska zu Reventlow besuchte das Seminar von Oktober 1890 bis April 1892.
- Cornelia Schorer (1863–1939), Lehrerin und Psychiaterin, Schwester von Maria Slavona
- Elise Bartels (1862–1940), Lehrerin, 1907 Gründerin und Leiterin des Lübecker Landesverbands für das Höhere Mädchenschulwesen, Lübecker Bürgerschaftsabgeordnete ab 1919
- Margarethe Gütschow (1871–1951), Archäologin